# 常澄村
常澄村（つねずみむら）は茨城県の中東部、東茨城郡に属していた村。現在の水戸市東端部にあたる。

## 概要
県庁所在地・水戸市に隣接し、近郊農業地帯となっていた人口約1万人の村。1980年から新東京国際空港（現：成田国際空港）の開港に伴う国道51号の整備・鹿島港の開発・大洗鹿島線の開業など県東部の開発が進められていたことと、水戸市の郊外都市としての機能が期待できたことから、村の西側に住宅地「大串団地」を開発していた。しかし脆弱な財政基盤のために下水道や道路の整備が村単独では難しく、当時の村長などが水戸市への合併を希望していた。1992年（平成4年）、水戸市へ編入されて消滅した。

## 地理
村は那珂川の河口付近に位置し、村の面積の6割は低地であり、その大半が水田となっている。西側は台地になっている。
- 河川 - 那珂川、涸沼川

### 人口
村発足時には10,192人であったが、高度経済成長期時の農村部の都心目的の人口流出で減少し、1970年には9,094人にまで落ち込む。しかし、1973年頃から一転して増加し、更に1975年以降は国道51号の整備や大洗鹿島線の開業および大串団地の開発もあって、水戸市との合併直前に再び人口1万人を回復した。ただし人口密度は1平方キロメートルあたり約350人程で、当時1平方キロメートル辺り1,000人を超えていた水戸市・勝田市・那珂湊市などの諸都市と比較すればかなり人口のまばらな農村地帯であったといえる。

### 気候
温暖な地域であり、夏場は高温多雨で、冬場は乾燥する日が続く。農業に適し、特に米作が盛んである。

### 隣接していた自治体
自治体名はいずれも村消滅当時のもの。
- 水戸市
- 勝田市
- 那珂湊市
- 東茨城郡茨城町
- 東茨城郡大洗町

## 歴史

### 沿革
- 1953年（昭和28年）5月18日 - 国道123号（現在の国道51号）が制定。
- 1955年（昭和30年）3月31日 - 東茨城郡稲荷村、大場村、下大野村が新設合併し常澄村となる。
- 1956年（昭和31年）7月10日 - 国道245号が制定。
- 1966年（昭和41年）6月1日 - 茨城交通水浜線が廃止。
- 1973年（昭和48年）6月1日 - 防災行政無線の運用開始。
- 1978年（昭和53年）4月 - 学校給食が自校式からセンター方式になる。
- 1985年（昭和60年）3月14日 - 鹿島臨海鉄道大洗鹿島線が開業。村内には常澄駅が開業する。1966年の茨城交通水浜線の廃止以来、19年ぶりに鉄道の走る村に復活。
- 1986年（昭和61年）8月-昭和61年台風第10号により、那珂川・涸沼川付近を中心に村内にも大被害を受ける。
- 1992年（平成4年）3月3日 - 水戸市へ編入され廃止。

## 行政

### 村章
全体を円形にし、「つね」を図案化したもの。1960年（昭和35年）1月1日に制定。

### 歴代村長
| 歴代 | 氏名       | 就任年月               | 退任年月                 |
| ---- | ---------- | ---------------------- | ------------------------ |
| 初代 | 宮本行明   | 1955年（昭和30年） 4月 | 1959年（昭和34年） 4月   |
| 2    | 平戸清二   | 1959年（昭和34年） 5月 | 1963年（昭和38年） 5月   |
| 3・4 | 宮本行明   | 1963年（昭和38年） 5月 | 1971年（昭和46年） 4月   |
| 5・6 | 鈴木重一   | 1971年（昭和46年） 5月 | 1976年（昭和51年） 4月   |
| 7・8 | 加倉井増雄 | 1976年（昭和51年） 5月 | 1984年（昭和59年） 5月   |
| 9    | 飯島清徳   | 1984年（昭和59年） 5月 | 1988年（昭和63年） 5月   |
| 10   | 渡辺茂昌   | 1988年（昭和63年） 5月 | 1992年（平成4年） 3月2日 |

## 産業

### 第一次産業
低地部では米作が盛んであった。やがて生産過剰から休耕・転作が行われた。台地上では畑作が行われ、特に1980年頃から水戸市の近郊農業地域として、野菜・果樹類の栽培が増えていった。またかつては林業も盛んであり、マツ・スギ・ヒノキが用材や燃料用として供給されていた。那珂川・涸沼川での水産業も行われ、シジミ・サケが獲れたという。
- 米
- 麦
- 豆
- ジャガイモ
- サツマイモ

### 第二次産業
国道51号・国道245号の沿線で主に製造業の工場誘致を積極的に行っていた。製品の一部である部品の製造・鉄鋼・食料品の加工・瓦製造・印刷業が行われている。
- 三和工業 - エレベーターの部品の製造場

## 教育

### 幼稚園・保育所
- 常澄村立大場幼稚園
- 常澄村立下大野幼稚園
- 常澄村立稲荷第一幼稚園
- 常澄村立稲荷第二幼稚園
- 常澄村立常澄保育所

### 小中学校
- 常澄村立大場小学校
- 常澄村立下大野小学校
- 常澄村立稲荷第一小学校
- 常澄村立稲荷第二小学校
- 常澄村立常澄中学校

## 交通

### 鉄道
- 鹿島臨海鉄道
  - 大洗鹿島線：常澄駅

このほか、1966年（昭和41年）6月1日までは茨城交通水浜線が村内を通っていた。

### 道路
一般国道
- 国道51号（大洗バイパス）
- 国道245号

主要地方道
- 茨城県道2号水戸鉾田佐原線
- 茨城県道40号内原塩崎線

一般県道
- 茨城県道106号長岡大洗線
- 茨城県道174号小泉水戸線
- 茨城県道179号中石崎水戸線
- 茨城県道235号下入野水戸線